# Concordia (film)
Pour les articles homonymes, voir Concordia.
Pour plus de détails, voir Fiche technique et Distribution.
Concordia est un film français réalisé par Patrick Dell'Isola sorti le 25 juillet 2007.

## Synopsis
Fred, jeune écrivain, passe le plus clair de ses journées devant ses ordinateurs. Il s'inspire de discussions sur les forums Internet pour écrire son prochain livre. Son pseudonyme de connexion est « Concordia ». Le temps passe et Fred devient de plus en plus impliqué dans cet univers virtuel, au risque de voir son identité se dissoudre peu à peu...

## Fiche technique
- Titre : Concordia
- Réalisation : Patrick Dell'Isola
- Scénario : Patrick Dell'Isola
- Société de production : Actes et Octobre Production
- Musique : Jérôme Coullet
- Photographie : Valérie Le Gurun
- Pays d'origine : France
- Décors : Hérald Najar
- Costume : Sophie Campana
- Montage : Romain Namura et Patrick Dell'Isola
- Distribution : Actes et Octobre Production
- Pays :  France
- Langue : français
- Format : couleur - 1,85:1 - DTS - 35 mm
- Genre : Drame et thriller
- Durée : 85 minutes
- Date de sortie : 2007

## Distribution
- Mathieu Busson : Frédéric Delisle
- Louisa Hamdi : Lisa
- Patrick Dell'Isola : le jardinier / le chirurgien
- Nacima Douali : la sœur de Lisa
- Catherine Belkhodja : la voisine du fond
- Andrée Damant : la femme aux allumettes